# Тэйлор, Тревор (автогонщик)
Тре́вор Тэ́йлор (англ. Trevor Taylor; 26 декабря 1936, Шеффилд — 28 сентября 2010) — британский автогонщик, пилот Формулы-1.

## Биография

### Ранние годы
Тревор Тэйлор был сыном владельца гаража. В 1955 отец купил Тревору гоночный Triumph TR2. Тэйлор стал успешно выступать в 500-кубовом классе Формулы-3. В 1958 Тревор Тэйлор стал чемпионом Британской Формулы-3. 

В 1959 Тэйлор приобрёл машину Формулы-2 Cooper T51. Он выиграл гонку в Раффорте, а также дебютировал в Формуле-1. В Гран-при Великобритании 1959 года Тревор Тэйлор не прошёл квалификацию.

### Выступления за Lotus (1960—1963)
В 1960 Колин Чепмен, видя успехи Тэйлора, взял его в юниорскую команду Lotus, когда Тревор приобрёл Lotus 18. В 1960 Тэйлор стал чемпионом британской Формулы-3 вместе с Джимом Кларком, а в 1961 выиграл эту серию единолично. Также в 1961 Тревор Тэйлор дебютировал в Ле-Мане и провёл первую гонку Формулы-1 за Lotus: в Гран-при Нидерландов он заменял травмированного Иннеса Айрленда. В этом же году Тэйлор выиграл внезачётный Гран-при ЮАР в Кьялами. 

В 1962 Тревор Тэйлор выиграл внезачётный Гран-при Кейптауна в Килларни. Сезон 1962 Формулы-1 стал для него первым полным сезоном. В первой же его гонке, Гран-при Нидерландов, Тэйлор занял второе место. Однако в других Гран-при Тревор не набрал очков. Он часто не добирался до финиша по техническим причинам, а в Бельгии Тэйлор столкнулся с Вилли Мэрессом, и его машина загорелась. По итогам сезона Тревор Тэйлор занял в чемпионате 10 место, с 6 очками. Наряду с этим он выиграл внезачётный Гран-при Мексики, разделив победу с Джимом Кларком. 

Тэйлор начал сезон 1963 Формулы-1 с 6 места в Монако. Однако это был единственный финиш Тэйлора в очковой зоне за весь 1963 год. При этом он занял второе место в неофициальных Гран-при в По и Карлскуге. В Средиземноморском Гран-при, также внезачётном, Тревор Тэйлор попал в серьёзную аварию. Его выбросило из машины, но он смог избежать травм.

### Поздние выступления
В 1964 место Тревора Тэйлора в Lotus занял Питер Эранделл, и Тревор перешёл в BRP. В сезоне 1964, своём последнем полном сезоне Формулы-1,  он набрал одно очко за 6 место в Гран-при США. 

В 1965—1966 Тэйлор выступал в Формуле-2 за Brabham. Его последней гонкой Формулы-1 стал Гран-при Великобритании 1966 года. 

В 1969 Тревор Тэйлор выиграл Tourist Trophy, гонку дебютного сезона Формулы-5000. Он стал вице-чемпионом серии. Тэйлор выступал в Формуле-5000 до 1972, после чего завершил карьеру в автоспорте.  

Скончался 28 октября 2010 года из-за рака.

## Полная таблица результатов в Формуле-1
| Легенда к таблице |                                                                    |
| --- | ------------------------------------------------------------------ |
| В таблице перечислены результаты всех Гран-при Формулы-1, в которых принимал участие гонщик. Строками таблицы являются сезоны, столбцами — этапы чемпионата мира. В каждой клетке указаны сокращённое название этапа и результат, дополнительно обозначенный цветом. Расшифровка обозначений и цветов представлена в нижеследующей таблице. |                                                                    |
| \| Пример \| Описание \| \| ------------ \| ------------------------------------------------------------------ \| \| 1 \| Победитель \| \| 2 \| Второе место \| \| 3 \| Третье место \| \| 5 \| Финишировал, заработав очки \| \| Сход \| Не финишировал, но при этом заработал очки \| \| 12 \| Финишировал, не получив очков \| \| НКЛ \| Финишировал, но не попал в финальную классификацию \| \| 15 \| Участвовал вне зачёта, либо по отдельной классификации \| \| 18 \| Не финишировал, но попал в финальную классификацию \| \| Сход \| Не финишировал \| \| НКВ \| Не прошёл квалификацию \| \| НПКВ \| Не прошёл предквалификацию \| \| ДСК \| Дисквалифицирован \| \| ИСК \| Исключён из протокола соревнований \| \| ТТ \| Заявлен для участия только в тренировках \| \| НС \| Участвовал в квалификации, но не стартовал в гонке \| \| Т \| Травмирован или болен \| \| ОТК \| Отказ от участия \| \| НТР \| Прибыл на соревнования, но на трассу не выезжал \| \| НПР \| Был заявлен в числе участников, но не прибыл к началу соревнований \| \| О \| Соревнования отменены \| \| \| Не участвовал \| \| Поул-позиция \| \| \| Быстрый круг \| \| |                                                                    |
| Пример | Описание                                                           |
| 1 | Победитель                                                         |
| 2 | Второе место                                                       |
| 3 | Третье место                                                       |
| 5 | Финишировал, заработав очки                                        |
| Сход | Не финишировал, но при этом заработал очки                         |
| 12 | Финишировал, не получив очков                                      |
| НКЛ | Финишировал, но не попал в финальную классификацию                 |
| 15 | Участвовал вне зачёта, либо по отдельной классификации             |
| 18 | Не финишировал, но попал в финальную классификацию                 |
| Сход | Не финишировал                                                     |
| НКВ | Не прошёл квалификацию                                             |
| НПКВ | Не прошёл предквалификацию                                         |
| ДСК | Дисквалифицирован                                                  |
| ИСК | Исключён из протокола соревнований                                 |
| ТТ | Заявлен для участия только в тренировках                           |
| НС | Участвовал в квалификации, но не стартовал в гонке                 |
| Т | Травмирован или болен                                              |
| ОТК | Отказ от участия                                                   |
| НТР | Прибыл на соревнования, но на трассу не выезжал                    |
| НПР | Был заявлен в числе участников, но не прибыл к началу соревнований |
| О | Соревнования отменены                                              |
| | Не участвовал                                                      |
| Поул-позиция |                                                                    |
| Быстрый круг |                                                                    |

| Сезон | Команда                    | Шасси              | Двигатель                         | Ш | 1        | 2        | 3        | 4        | 5        | 6        | 7        | 8        | 9        | 10       | Место | Очки |
| ----- | -------------------------- | ------------------ | --------------------------------- | - | -------- | -------- | -------- | -------- | -------- | -------- | -------- | -------- | -------- | -------- | ----- | ---- |
| 1959  | Ace Garage Rotherham       | Cooper T51         | Coventry Climax FPF 1,5 L4        | D | МОН      | 500      | НИД      | ФРА      | ВЕЛ НКВ  | ГЕР      | ПОР      | ИТА      | США      |          | —     | 0    |
| 1961  | Team Lotus                 | Lotus 18           | Coventry Climax FPF 1,5 L4        | D | МОН      | НИД 13   | БЕЛ      | ФРА      | ВЕЛ      | ГЕР      | ИТА      | США      |          |          | —     | 0    |
| 1962  | Team Lotus                 | Lotus 24           | Coventry Climax FWMV 1,5 V8       | D | НИД 2    | МОН Сход | БЕЛ Сход |          | ВЕЛ 8    | ГЕР Сход |          |          |          |          | 10    | 6    |
| 1962  | Team Lotus                 | Lotus 25           | Coventry Climax FWMV 1,5 V8       | D |          |          |          | ФРА 8    |          |          | ИТА Сход | США 12   | ЮАР Сход |          | 10    | 6    |
| 1963  | Team Lotus                 | Lotus 25           | Coventry Climax FWMV 1,5 V8       | D | МОН 6    | БЕЛ Сход | НИД 10   | ФРА 13   | ВЕЛ ДСК  | ГЕР 8    | ИТА      | США Сход | МЕК Сход | ЮАР 8    | 15    | 1    |
| 1964  | British Racing Partnership | BRP Mk1            | BRM P56 1,5 V8                    | D | МОН Сход | НИД      |          |          |          | ГЕР      | АВТ Сход | ИТА НКВ  |          |          | 19    | 1    |
| 1964  | British Racing Partnership | BRP Mk2            | BRM P56 1,5 V8                    | D |          |          | БЕЛ 7    | ФРА Сход |          |          |          |          | США 6    | МЕК Сход | 19    | 1    |
| 1964  | British Racing Partnership | Lotus 24           | BRM P56 1,5 V8                    | D |          |          |          |          | ВЕЛ Сход |          |          |          |          |          | 19    | 1    |
| 1966  | Aiden Jones                | Shannon Mk1 Godiva | Coventry Climax FPE Godiva 3,0 V8 | D | МОН      | БЕЛ      | ФРА      | ВЕЛ Сход | НИД      | ГЕР      | ИТА      | США      | МЕК      |          | —     | 0    |